# Euclimacia jacobsoni
Euclimacia jacobsoni is een insect uit de familie van de Mantispidae, die tot de orde netvleugeligen (Neuroptera) behoort. 
Euclimacia jacobsoni is voor het eerst wetenschappelijk beschreven door Handschin in 1961.